# Ulica Warszawska w Choroszczy
Ulica Warszawska znajduje się na osiedlach Zielona Dolina i Nowosiółki w Choroszczy. Ulica w całości jest fragmentem drogi ekspresowej S8 oraz drogi międzynarodowej E67.

## Przebieg
Rozpoczyna się na granicach Choroszczy przy wsi Żółtki, a kończy na drugiej stronie miasta przy wsi Jeroniki. Na niektórych odcinkach tej ulicy są dodatkowo 2 drogi dla ruchu lokalnego. 

## Skrzyżowania
- Podleśna z drogą lokalną przy wiadukcie.
- Droga lokalna z ul.Dziką

### Węzły drogowe
- Węzeł Choroszcz - Aleja Niepodległości, ul.Dzika
  - Na węźle Choroszcz znajdują się 2 ronda.
- Planowana jest w przyszłości budowa węzła 'Łyski' w kształcie koniczynki. Węzeł ma łączyć S8 z przyszłą obwodnicą Białegostoku - S19

## Historia
- 12 września 2012 - oddanie do użytku drogi ekspresowej.

## Funkcje
- Ulica jest jedną z dojazdowych ulic Choroszczy.
- Tranzyt międzynarodowy